# فرانك نتيليكينا
فرانك نتيليكينا (بالفرنسية: Frank Ntilikina) مواليد 28 يوليو 1998 في إيكسل، بلجيكا، هو لاعب كرة سلة فرنسي. بدأ مسيرته الاحترافية في سنة 2015. يلعب مع ستراسبورغ أي جي في الدوري الفرنسي لكرة السلة الدرجة الأولى كلاعب هجوم خلفي. يحمل الرقم 17.

## روابط خارجية
- فرانك نتيليكينا على موقع الاتحاد الدولي لكرة السلة (الإنجليزية)
- فرانك نتيليكينا على موقع الدوري الأوروبي لكرة السلة (الإنجليزية)
- فرانك نتيليكينا على موقع إن بي أي (الإنجليزية)
- فرانك نتيليكينا على موقع سبورتس رفرنس (الإنجليزية)
- فرانك نتيليكينا على موقع كرة السلة الأوروبية.كوم (الإنجليزية)
- فرانك نتيليكينا على موقع DraftExpress.com (الإنجليزية)
- فرانك نتيليكينا على موقع إي إس بي إن.كوم (الإنجليزية)
- فرانك نتيليكينا على موقع ريلجم (الإنجليزية)
- فرانك نتيليكينا على موقع بروبوليرز (الإنجليزية)
- فرانك نتيليكينا على موقع سبورتس رفرنس (الإنجليزية)